# Campamento con mamá
Campamento con mamá es una película de comedia argentina de 2024 dirigida por Martino Zaidelis. Narra la historia de una madre que intenta mejorar el vínculo con su hijo preadolescente que tiene planeado mudarse con su padre después del campamento de verano al que asistirá con su madre. Está protagonizada por Natalia Oreiro, Milo Zeus Lis, Pablo Rago, Dalia Gutamann, Sofía Morandi y Sebastián Arzeno. La película se estrenó mundialmente el 6 de diciembre de 2024 en Netflix.
La película fue anunciada en septiembre de 2023 y su rodaje inició en enero de 2024 en Buenos Aires bajo la producción de 100 Bares.

## Sinopsis
Sigue la historia de Patricia y su hijo preadolescente Ramiro, con quien lleva una complicada convivencia. Un día, Patricia descubre que Ramiro quiere mudarse a la casa de su padre después de asistir al campamento de fin de curso, lo cual hace que entre en un estado de desesperación por no ser la madre genial que espera su hijo. El día del viaje, los conductores del colectivo no pasan la prueba de alcoholemia arriesgando la posibilidad de que los estudiantes pierdan el viaje hacia el campamento, sin embargo, Patricia se ofrece a manejar el bus para salvar la situación con en el fin de demostrarle a su hijo que es una madre divertida y así desista de su idea de irse a vivir con el padre.

## Reparto
- Natalia Oreiro como Patricia Pomiró
- Milo Zeus Lis como Ramiro
- Pablo Rago como Diego
- Dalia Gutmann como Giselle
- Sofía Morandi como Carla Pomiró
- Sebastián Arzeno como Walter
- Paula Baldini como Francesca
- Mora Starosta como Luz
- Zoe Kunischi Segovia como Sofía
- Manuel Kaplan Goldstein como Bautista
- Jana Juárez como Ariana
- Manuel Federico Pérez como Martín
- Ezequiel Sanz como «Oso»

## Recepción

### Comentarios de la crítica
La película recibió críticas mixtas por parte de la prensa. Pablo O. Scholz de Clarín describió a la película como «una comedia livianita, familiar, que entretiene, pero resulta insulsa». Diego Batlle de Otros cines señaló que «el problema central de Campamento con mamá es que la narración carece de fluidez, los diálogos no tienen chispa, los personajes nunca alcanzan un mínimo encanto y las situaciones van de lo previsible a lo torpe».
En una reseña para Micropsia, Diego Lerer escribió «lo que permite que la película no se vuelva tediosa o repetitiva pasa por el carisma de Oreiro y de un grupo de chicos con salidas y diálogos que por momentos sorprenden y sacan al film de la rutina y la previsibilidad por la que parece caminar». Juan Pablo Russo de Escribiendo cine destacó que «la mezcla de humor e introspección permite que la película no solo entretenga, sino que también invite al espectador a reflexionar sobre sus propios vínculos familiares».

### Premios y nominaciones
| Premio                  | Fecha del evento      | Categoría                               | Receptor                           | Resultado | Ref.   |
| ----------------------- | --------------------- | --------------------------------------- | ---------------------------------- | --------- | ------ |
| Premios Cóndor de Plata | 20 de febrero de 2025 | Mejor canción original                  | «Si no es con vos»                 | Ganador   | [ 10 ] |
| Premios Platino         | 27 de abril de 2025   | Mejor comedia iberoamericana de ficción | Campamento con mamá                | Nominado  | [ 11 ] |
| Premios Sur             | 23 de julio de 2025   | Mejor actor revelación                  | Milo Zeus Lis                      | Nominado  | [ 12 ] |
| Premios Sur             | 23 de julio de 2025   | Mejor montaje                           | Ariel Frajnd                       | Nominado  | [ 12 ] |
| Premios Sur             | 23 de julio de 2025   | Mejor sonido                            | Rubén Piputto y Sebastián González | Nominados | [ 12 ] |
| Premios Sur             | 23 de julio de 2025   | Mejor música original                   | Pablo Borghi                       | Nominado  | [ 12 ] |